# Beta EVO
La EVO o EVO 4T è una motocicletta da trial presentata all'Eicma 2008, prodotta dalla Beta Motor per partecipare ai mondiali di trial. È destinata a sostituire la precedente Beta REV.

## Descrizione
Rispetto al precedente modello, adotta un telaio più compatto e semplificato, con una livrea più semplice, con l'adozione dello scarico risuonante su tutte le cilindrate con motore a due tempi, accoppiato ad un nuovo silenziatore, inoltre si ha una nuova centralina d'accensione digitale, con doppia mappatura.
Dal 2010 si ha un nuovo radiatore con il tappo spostato al centro e in avanti, per ridurre le probabilità di danno in caso di caduta, rivisitazione delle tarature delle sospensioni e delle curve d'anticipo dell'accensione, nuova scatola filtro, modificate nelle prese d'aria, mentre per le sole motorizzazioni a due tempi, si è rivisto l'impostazione del carburatore con il livello benzina nella vaschetta del carburatore, il che ha permesso di ridurre i consumi e i gas di scarico.
Dal 2011 ad eccezione del modello 80 cm³, si ha il riposizionamento del motore più in alto e avanti, il cambio viene rivisto con il sistema ad innesti a zero gradi, la scatola dell'aria viene provvista di un tappo sul fondo in modo da rendere più veloce il drenaggio dell'acqua, manubrio più basso, ruota posteriore con cerchio più leggero (-500 grammi) e sigillato, viene rivista la molla dell'ammortizzatore con una più rigida e accompagnata dal nuovo tampone di fondocorsa di forma tronco-conica, dal funzionamento più progressivo, leve freno e frizione più ergonomiche, nuovo attacco della testata al telaio, viti di fissaggio delle carenature più grandi.

Per le sole 125 e 200 2t, si ha anche pistone nuovo, biella alleggerita nuovo albero motore e ridisegnamento della camera di combustione, volano alleggerito, silenziatore rivisto internamente, nuova curva di anticipo.

Per le sole 250 e 290, si ha anche un nuovo collettore di scarico più leggero (-200 g) e che offre una progressione più lineare e la nuova pompa freno posteriore con serbatoio integrato.

Mentre per i modelli a 4T gli aggiornamenti sono solo per la ruota, dell'airbox e della sospensione posteriore.

## Cilindrate
Le cilindrate disponibili sono:
- 80 cm³ 2t (di cui è presente una versione Junior con ciclistica di dimensioni ridotte in modo da facilitare la guida dei giovani piloti)
- 125 2t
- 200 2t, che differisce dalla EVO 250 per il solo alesaggio motore e carburatore
- 250 2t e 4T
- 290 2t in sostituzione della REV 270 con motore a due tempi, differisce dalla EVO 250 per il solo alesaggio motore
- 300 2t, prodotta a partire dal 2011, ottenuta dalla Beta EVO 290 aumentando l'alesaggio di 1 mm, per il primo anno venduta in serie limitata Factory[6]
- 300 4t